# テック長沢
株式会社テック長沢は、新潟県柏崎市に本社を置く、自動車や産業用機械の部品を製造するメーカーである。

## 概要
- 本社所在地 - 新潟県柏崎市藤井1358-4
- 代表者 - 長沢智信（代表取締役）
- 資本金 - 20百万円
- 従業員数 - 160人
- 営業所 - 神奈川県厚木市、愛知県名古屋市

## 沿革
- 1963年（昭和38年） - 長沢工業所として長沢信治が創業[1]
- 1970年（昭和45年） - 有限会社長沢工業所に組織変更（設立）
- 1995年（平成7年） - 株式会社テック長沢に組織変更
- 2010年（平成22年） - 柏崎市田塚から藤井へ本社工場移転
- 2011年（平成23年） - 長沢智信が代表取締役に就任
- 2012年（平成24年） - さいたま市南区に関東営業所を開設
- 2013年（平成25年） - 横浜市港北区に関東営業所が移転
- 2014年（平成26年） - 中国蘇州に蘇州長澤貿易有限公司を設立
- 2015年（平成27年） - 株式会社ナガサワホールディングスを設立
- 2016年（平成28年） - 神奈川県厚木市に関東営業所が移転
- 2017年（平成29年）- 愛知県名古屋市に名古屋営業所を開設、ネジテック株式会社を設立